# Lake Kwaza
Lake Kwaza (11 luglio 1993) è una bobbista e velocista statunitense.

## Biografia
Si dedica dal 2011 all'atletica leggera nelle discipline veloci; prese parte ai trials di qualificazione per le Olimpiadi di Rio de Janeiro 2016, tenutisi a Eugene a luglio del 2016, mancando tuttavia la qualificazione nei 200 metri.
Dal 2017 gareggia nel bob come frenatrice per la squadra nazionale statunitense. Debuttò in Coppa Nordamericana nel 2017/18 ed esordì in Coppa del Mondo nella stagione 2018/19, il 15 dicembre 2018 a Winterberg, dove centrò anche il suo primo podio nel bob a due, giungendo terza al traguardo in coppia con Elana Meyers-Taylor. Vinse la sua prima gara il 15 febbraio 2019 a Lake Placid ne bob a due, sempre con la Meyers-Taylor.
Ha preso parte ai campionati mondiali di Whistler 2019 nella gara a due in coppia con la Meyers-Taylor, non venendo tuttavia classificate in quanto non partite nella quarta discesa.

## Palmarès

### Coppa del Mondo
- 6 podi (tutti nel bob a due):
  - 2 vittorie;
  - 2 secondi posti;
  - 2 terzi posti.

#### Coppa del Mondo - vittorie
| Data             | Luogo       | Paese       | Disciplina                             |
| ---------------- | ----------- | ----------- | -------------------------------------- |
| 15 febbraio 2019 | Lake Placid | Stati Uniti | a due con Elana Meyers-Taylor (pilota) |
| 2 gennaio 2022   | Sigulda     | Lettonia    | a due con Elana Meyers-Taylor (pilota) |

### Circuiti minori

#### Coppa Nordamericana
- 4 podi (nel bob a due):
  - 4 secondi posti.